# Gerardo Villanacci
Gerardo Villanacci (Avellino, 2 marzo 1958) è un avvocato e giurista italiano.

## Biografia
Gerardo Villanacci è professore ordinario di Diritto Privato nell'Università Politecnica delle Marche. Ha conseguito la laurea in giurisprudenza presso l'Università degli studi di Napoli. È avvocato cassazionista e, professionalmente, si occupa principalmente di diritto civile, commerciale e fallimentare.
Villanacci inizia la carriera accademica insegnando presso la facoltà di Giurisprudenza dell’Università di Macerata e successivamente ha tenuto corsi, conferenze e seminari in molte università italiane, europee e dell'America latina. Relatore in numerosi convegni nazionali ed internazionali. È stato docente presso la scuola di specializzazione in diritto civile dell'Università di Camerino e titolare dell'insegnamento di diritto civile presso la Scuola di specializzazione per le professioni legali dell’Università di Macerata, nonché coordinatore del dottorato di ricerca in diritto dell'economia presso l'Università Politecnica delle Marche. Docente presso la Scuola Nazionale dell’Amministrazione.
Direttore della rivista quadrimestrale di giurisprudenza-dottrina e legislazione regionale Le Corti Marchigiane e direttore della rivista on-line Il Post-it. È inoltre un giornalista pubblicista italiano ed editorialista del Corriere della Sera.
Opinionista televisivo in vari programmi tra i quali Tg1, Tg2, Unomattina, Tg2 Post
, Settegiorni di Rai Parlamento., Agorà.
Componente in numerose commissioni per concorsi pubblici di rilievo nazionale nonché commissario straordinario di enti pubblici e amministratore per la temporanea e straordinaria gestione ex art. 32 D.l. n. 90/2014 anche inerenti l'inchiesta su Mafia Capitale .
L'attività scientifica è stata incentrata in alcuni campi del diritto civile, con particolare riferimento alle tematiche delle garanzie e della buona fede. Inoltre, e più di recente, sono stati forniti contributi originali anche per quanto riguarda i profili dell'iperformalismo e interpretazione del diritto, attraverso pubblicazioni che hanno trovato riconoscimento nella giurisprudenza.

## Opere
- L’interpretazione adeguatrice nella dinamica contrattuale, Edizioni Scientifiche Italiane, 2023. ISBN 9788849552058.
- Giustizia cinica. Contraddizioni, stereotipi e problemi del sistema giudiziario italiano, Pendragon, 2022. ISBN 9788833644370.
- Sequestro giudiziario di quote sociale di società a responsabilità limitata, Cedam, Padova, 1995. ISBN 8813191316.
- Performance bond, ESI, Napoli, 1995. ISBN 8881142708.
- La separazione non giudiziale, UTET, Torino, 2002. ISBN 8802058253.
- La tutela del concepito, ESI, Napoli, 2005.
- Confideiussione e obbligazione solidale, ESI, Napoli, 2005. ISBN 8849510438.
- Il concepito nell’ordinamento giuridico. Soggettività e statuto, ESI, Napoli, 2005. ISBN 8849512430.
- La buona fede oggettiva, ESI, Napoli, 2013. ISBN 9788849526578.
- I privilegi sui mobili, Giuffrè, Milano, 2015. ISBN 9788814200502.
- Al tempo del neoformalismo giuridico, Giappichelli, Torino, 2016. ISBN 9788892103368.
- La ragionevolezza nella proporzionalità del diritto, Giappichelli, Torino, 2020. ISBN 9788892133662
- Manuale di diritto del consumo, ESI, Napoli, 2007. ISBN 9788849514070

## Onorificenze
Presidente del consiglio superiore dei beni culturali e paesaggistici - Nomina del ministro della cultura Gennaro Sangiuliano con decreto - 13 febbraio 2023 
Cittadino onorario di San Benedetto del Tronto - 18 giugno 2022 
Cittadino onorario di Pontecorvo (FR)